# 2645 Daphne Plane
2645 Daphne Plane је астероид главног астероидног појаса. Приближан пречник астероида је 15,58 ,
а средња удаљеност астероида од Сунца износи 2,392 астрономских јединица (АЈ).
Инклинација (нагиб) орбите у односу на раван еклиптике је 13,784 степени, а орбитални период износи 1351,493 дана (3,700 године). Ексцентрицитет орбите астероида износи 0,105.
Апсолутна магнитуда астероида износи 12,30 а геометријски албедо 0,087.
Астероид је откривен 30. августа 1976. године.